# Campionat d'escacs d'Irlanda
El campionat d'escacs d'Irlanda és un torneig d'escacs estatal d'Irlanda per determinar el campió del país.

## Quadre d'honor masculí

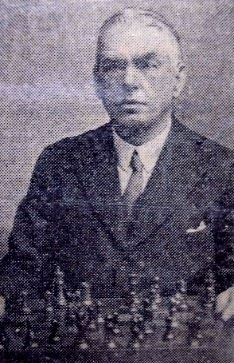
John O'Hanlon (1876–1960) va guanyar el títol nou cops entre 1913 i 1940.

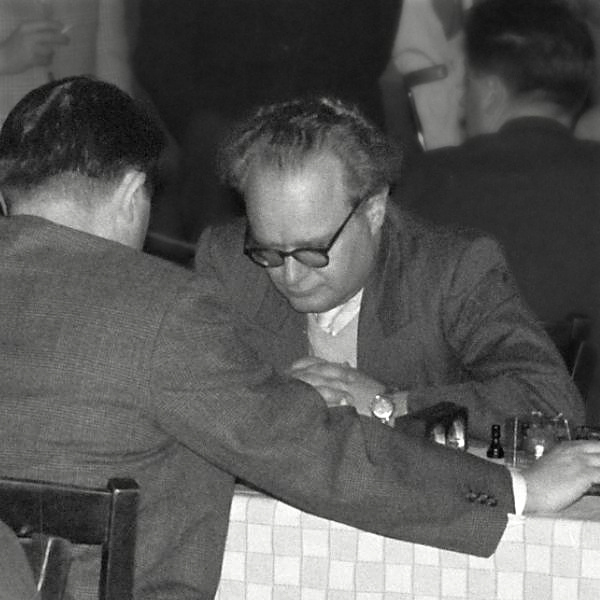
Wolfgang Heidenfeld, sis cops campió (1911–1981)

| Any  | Guanyador                             | Notes                                         |
| ---- | ------------------------------------- | --------------------------------------------- |
| 1865 | James Alexander Porterfield Rynd      | Primer campió                                 |
| 1886 | Richard Whieldon Barnett              |                                               |
| 1889 | George D. Soffe                       |                                               |
| 1892 | James Alexander Porterfield Rynd      | Primer en guanyar dos campionats              |
| 1913 | John O'Hanlon                         | Primer en guanyar dos campionats consecutius  |
| 1915 | John O'Hanlon                         | Primer en guanyar dos campionats consecutius  |
| 1922 | T.G. (Thomas George) Cranston         |                                               |
| 1924 | Philip Baker                          |                                               |
| 1925 | John O'Hanlon                         | Primer en guanyar tres campionats             |
| 1926 | John O'Hanlon                         | Primer en guanyar quatre campionats           |
| 1927 | Philip Baker                          | Primer en guanyar tres campionats consecutius |
| 1928 | Philip Baker                          | Primer en guanyar tres campionats consecutius |
| 1929 | Philip Baker                          | Primer en guanyar tres campionats consecutius |
| 1930 | John O'Hanlon                         | Primer en guanyar cinc campionats             |
| 1931 | T.G. (Thomas George) Cranston         |                                               |
| 1932 | John O'Hanlon                         | Primer en guanyar sis campionats              |
| 1933 | James C. Creevey                      |                                               |
| 1934 | James C. Creevey                      |                                               |
| 1935 | John O'Hanlon                         | Primer en guanyar set campionats              |
| 1936 | John O'Hanlon                         | Primer en guanyar vuit campionats             |
| 1937 | Thomas Cox                            |                                               |
| 1938 | Thomas Cox                            |                                               |
| 1939 | Bartholomew O'Sullivan                |                                               |
| 1940 | John O'Hanlon                         | Primer en guanyar nou campionats              |
| 1946 | Bartholomew O'Sullivan                |                                               |
| 1947 | Patrick A. Duignan                    |                                               |
| 1948 | Donal J. O'Sullivan                   |                                               |
| 1949 | Patrick Brendan Kennedy               |                                               |
| 1950 | T. Vincent Maher                      |                                               |
| 1951 | Patrick Martin Austin Bourke          |                                               |
| 1952 | Michael Joseph Schuster               |                                               |
| 1953 | Edmund Noel Mulcahy                   |                                               |
| 1954 | Terry Kelly                           |                                               |
| 1955 | T. Vincent Maher                      |                                               |
| 1956 | Donal J. O'Sullivan                   |                                               |
| 1957 | Donal J. O'Sullivan                   |                                               |
| 1958 | Wolfgang Heidenfeld                   |                                               |
| 1959 | Brian Reilly                          |                                               |
| 1960 | Brian Reilly                          |                                               |
| 1961 | John Reid                             |                                               |
| 1962 | John Reid / Michael F. Littleton      | Títol compartit Primer títol compartit        |
| 1963 | Wolfgang Heidenfeld                   |                                               |
| 1964 | Wolfgang Heidenfeld                   |                                               |
| 1965 | Michael F. Littleton                  |                                               |
| 1966 | John L. Moles                         |                                               |
| 1967 | Wolfgang Heidenfeld                   |                                               |
| 1968 | Wolfgang Heidenfeld                   |                                               |
| 1969 | Nicholas James Patterson              |                                               |
| 1970 | Paul Henry                            |                                               |
| 1971 | John L. Moles                         |                                               |
| 1972 | Wolfgang Heidenfeld                   |                                               |
| 1973 | Hugh MacGrillen                       |                                               |
| 1974 | Anthony Doyle                         |                                               |
| 1975 | Eamon Keogh / Alan Templeton Ludgate  | Títol compartit                               |
| 1976 | Bernard Kernan                        |                                               |
| 1977 | Ray Devenney / Alan Templeton Ludgate | Títol compartit                               |
| 1978 | Alan Templeton Ludgate                |                                               |
| 1979 | David Dunne / Eamon Keogh             | Títol compartit                               |
| 1980 | Paul Delaney                          |                                               |
| 1981 | David Dunne / Philip Short            | Títol compartit                               |
| 1982 | John Delaney                          |                                               |
| 1983 | David Dunne                           |                                               |
| 1984 | Eugene Curtin                         |                                               |
| 1985 | Eugene Curtin / Mark Orr              | Títol compartit                               |
| 1986 | John Delaney / Philip Short           | Títol compartit                               |
| 1987 | John Delaney                          |                                               |
| 1988 | Philip Short                          |                                               |
| 1989 | Niall Carton                          |                                               |
| 1990 | John Delaney                          |                                               |
| 1991 | Stephen Brady                         |                                               |
| 1992 | Stephen Brady                         |                                               |
| 1993 | Niall Carton                          |                                               |
| 1994 | Mark Orr                              |                                               |
| 1995 | Brian Kelly                           |                                               |
| 1996 | Richard O'Donovan                     |                                               |
| 1997 | Joseph Diarmuid Ryan                  |                                               |
| 1998 | Colm Daly                             |                                               |
| 1999 | Colm Daly                             |                                               |
| 2000 | Mark Heidenfeld                       |                                               |
| 2001 | Stephen Brady                         |                                               |
| 2002 | Sam Collins                           |                                               |
| 2003 | Stephen Brady                         |                                               |
| 2004 | Joseph Diarmuid Ryan                  |                                               |
| 2005 | Colm Daly                             |                                               |
| 2006 | Stephen Brady                         |                                               |
| 2007 | Brian Kelly / Stephen Brady           | Shared title                                  |
| 2008 | Alexander Baburin                     |                                               |
| 2009 | Colm Daly                             |                                               |
| 2010 | Alex Lopez                            |                                               |
| 2011 | Stephen Brady                         |                                               |
| 2012 | Stephen Brady / Colm Daly             |                                               |
| 2013 | Colm Daly                             |                                               |
| 2014 | Sam Collins                           |                                               |
| 2015 | Stephen Brady / Philip Short          | Títol compartit                               |
| 2016 | Stephen Jessel                        |                                               |
| 2017 | Philip Short / Alex Lopez             | Títol compartit                               |
| 2018 | Alex Lopez                            |                                               |
| 2019 | Conor E. Murphy                       |                                               |
| 2020 | Tom O'Gorman                          |                                               |
| 2021 | Mark Heidenfeld                       |                                               |
| 2022 | Tarun Kanyamarala                     |                                               |
| 2023 | Alexander Baburin                     |                                               |
| 2024 | David Fitzsimons                      |                                               |

## Quadre d'honor femení
| Any  | Guanyadora                            |
| ---- | ------------------------------------- |
| 1951 | Hilda F. Chater                       |
| 1952 | H.F.Chater                            |
| 1953 | H.F.Chater                            |
| 1954 | H.F.Chater                            |
| 1955 | H.F.Chater / K.Doolan                 |
| 1956 | E.M.Cassidy                           |
| 1968 | Dorren O'Siochrú                      |
| 1969 | C.Byrne                               |
| 1970 | B.O haughnessy                        |
| 1971 | C.Noonan / C.Meulien                  |
| 1972 | Dorren O'Siochrú                      |
| 1973 | Dorren O'Siochrú                      |
| 1974 | Dorren O'Siochrú                      |
| 1977 | Ann Teresa Delaney                    |
| 1980 | Suzanne Connolly / Ann Teresa Delaney |
| 1982 | E.Quinn                               |
| 2012 | Karina Kruk                           |
| 2013 | Diana Mirza                           |
| 2014 | Gearoidin Ui Laighleis                |
| 2015 | Monika Gedvilaite                     |
| 2016 | Monika Gedvilaite                     |
| 2017 | Ioanna Miller                         |
| 2018 | Ioanna Miller                         |
| 2019 | Ioanna Miller                         |
| 2021 | Alice O'Gorman                        |
| 2022 | Trisha Kanyamarala                    |
| 2023 | Antonina Góra                         |
| 2024 | Diana Matz                            |